# زیو سوراسکی

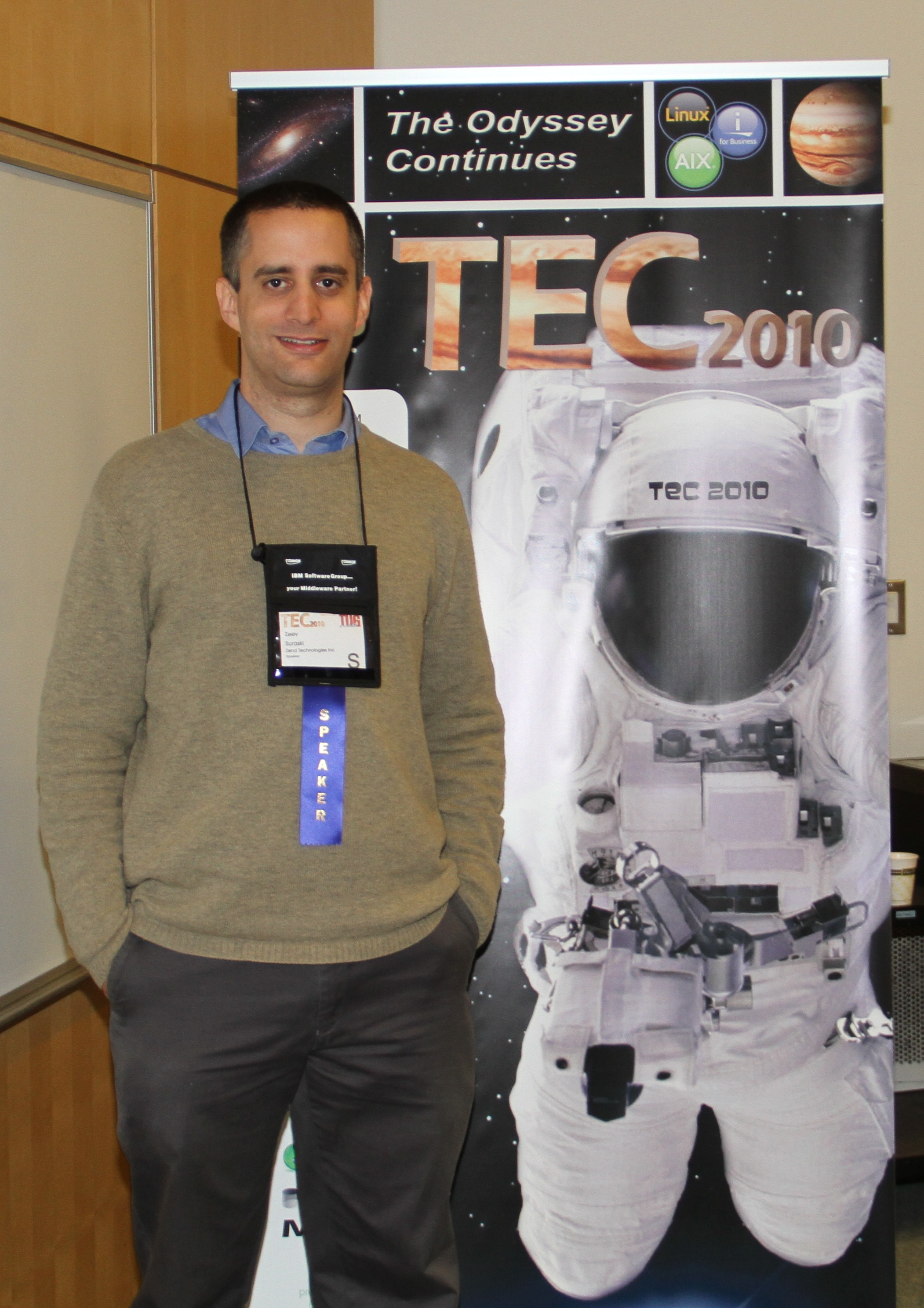
سوراسکی در کنفرانس تورنتو در سال ۲۰۱۰

زیو سوراسکی (به عبری: זאב סורסקי) یک برنامه‌نویس اهل اسرائیل، توسعه‌دهنده پی‌اچ‌پی و از بنیان‌گذاران شرکت زندی تکنولوژی است. او از تخنیون در حیفا، اسرائیل فارغ‌التحصیل شده است و در سال ۱۹۹۷ به همراه اندی گوتمانس نسخه سوم پی‌اچ‌پی را خلق کردند. در سال ۱۹۹۹، او موتور زندی، هسته پی‌اچ‌پی ۴ را نوشت و زندی تکنولوژی را بنیان نهاد. زندی (به انگلیسی: Zend) از تلفیق Zeev و Andi گرفته شده است. سوراسکی از اعضای افتخاری بنیاد نرم‌افزار آپاچی است و در سال ۱۹۹۹ نامزد دریافت جایزه پیشرفت در نرم‌افزار آزاد شده بود.